# Анклам
Анклам (нім. Anklam) — місто в Німеччині, розташоване в землі Мекленбург-Передня Померанія. Входить до складу району Передня Померанія-Грайфсвальд.
Площа — 56,57 км2. Населення становить 12 288 ос. (станом на 31 грудня 2020).